# Ördög Tibor
Ördög Tibor „Csipa” (Szerencs, 1970. november 5. –) magyar rockzenész, a Hooligans együttes énekese.

## Életpályája
Szegény családban nőtt fel, négy testvér közül ő a harmadik. Becenevét onnan kapta, hogy kiskorában állandóan bátyjaival és azok nála idősebb barátaival lógott. Ilyenkor a nagyok mindig „kis csipásnak” nevezték, így ragadt rá a Csipa név. Édesapja korán elhunyt, ezért kénytelen volt abbahagyni a középiskolát. 14 éves korában összeállt régi barátaival, Tóth Tiborral (Tibi) és Kiss Endrével (Endi) – ők ketten már zenéltek együtt Elektromos Rock néven – és létrehozták a Ramses nevű formációt.
A Ramses 1986-1990 között létezett, ez idő alatt kisebb hírnévre tett szert Borsod-Abaúj-Zemplén megyében. 1989-1991 között mindhárman bevonultak katonának. A mundérból megszabadulva 1992-ben a Dance nevű együttes gitárosa fedezte fel őket, és bekerültek a zenekarba. 1993-ban a két lemezt kiadott Dance feloszlott, utána a három barát együtt zenélt – még saját név és számok nélkül. A ma is működő, sikeres Hooligans 1996-ban alakult meg. Basszusgitárosuk, Maróth P. G. kilépése után az új taggal, Móritz Norberttel kiegészülve zenéltek 1997-2007 között, azóta Késmárki Zsolt a basszusgitáros.
A magát funk & rock stílusúnak tekintő Hooligans harmadik lemeze, a 2001-es Kánaán alapozta meg az együttes sikerét, ami a 2003-as Szenzációval és a 2005-ös Vírussal tetőzött; a 2007-es Bohémélet és a 2008-as Privát mennyország is sikeres volt. Ettől fogva rengeteget koncerteznek és turnéznak, valóságos rajongótáborra tettek szert.